# Brácsaverseny
A brácsaverseny olyan versenymű, ahol a brácsa, vagy más néven mélyhegedű áll szemben a zenekarral.
A brácsaverseny kialakulása tulajdonképpen a 19. század közepére tehető; előtte ugyanis nem volt ilyen műfaj, ami elsősorban azzal magyarázható, hogy általában a brácsaszólisták maguk is hegedűsök voltak, ezért a szólisztikusabb hanggal rendelkező hegedűn játszották a különböző hegedűversenyeket. A brácsával való szólózás amúgy is csak konfliktusokat okoz.
Azért a romantika előtt is íródtak brácsaversenyek (például Telemann vagy Stamitz brácsaversenyei, de az első, viszonylag a virtuóz kategóriába sorolható versenymű Mozart Sinfonia Concertanteja volt.
A 20. században a virtuóz brácsások megjelenésével kezdtek elterjedni a brácsaversenyek.

## Brácsaversenyek
- Bakaja Zoltán
  - Concertino mélyhegedűre és vegyeskarra
  - Concertino szólóénekre, mélyhegedűre és vegyeskarra
- Dávid Gyula
  - Brácsaverseny
- Samuel Adler
  - Brácsaverseny
- Malcolm Arnold
  - Brácsaverseny kis zenekarral (1971, his op. 108)
- Grazyna Bacewicz
  - Brácsaverseny
- Johann Christoph Bach
  - c-moll brácsaverseny
- Johann Sebastian Bach
  - 6. Brandenburgi verseny
- Simon Bainbridge
  - Brácsaverseny
- Arnold Bax
  - Fantázia brácsára és zenekarra (1920)
- Bartók Béla
  - Brácsaverseny (befejezetlen, Serly Tibor fejezte be)
- Sally Beamish
  - Viola concerto (1995)
- Jiří Antonín Benda
  - F-dúr brácsaverseny (about 1775)
- Michael Berkeley
  - Brácsaverseny (rev. 1996)
- Hector Berlioz
  - Harold Itáliában
- Boris Blacher
  - Viola concerto (1954)
- Ernest Bloch
  - Szvit brácsára és zenekarra (1919)
  - Hebraïque szvit
- York Bowen
  - c-moll brácsaverseny, op. 25
- Max Bruch
  - Románc brácsára és zenekarra, opus 85
- Edison Denisov
  - Brácsaverseny
- Carl Ditters von Dittersdorf
  - F-dúr Brácsaverseny
- Jacob Druckman
  - Brácsaverseny (1978)
- Andrei Eshpai
  - Brácsaverseny
- Morton Feldman
  - Brácsa az életemben IV
- Cecil Forsyth
  - Viola concerto in G minor (1903)
- Benjamin Frankel
  - Brácsaverseny op. 45 (1967)
- Peter Racine Fricker
  - Brácsaverseny (1953) ()
- Steven Gerber
  - Brácsaverseny
- Srul Irving Glick (1934–2002)
  - Versenymű brácsára és vonószenekarra
- Alexander Goehr
  - Brácsaverseny (1996)
- Evgeny Golubev
  - Brácsaverseny
- Morton Gould
  - Brácsaverseny (1945)
- Christoph Graupner
  - Viola (vagy Viola d’amore) concerto
- Sofia Gubaidulina
  - Brácsaverseny
- Georg Friedrich Händel – Henri Casadesus
  - h-moll brácsaverseny
- John Harbison
  - Brácsaverseny
- Karl Amadeus Hartmann
  - Versenmyű brácsára és fúvósokra
- Paul Hindemith
  - Trauermusik brácsára és vonósokra
  - Kammermusik No. 5 brácsára és kis zenekarra
  - Konzertmusik brácsára és kamarazenekarra
  - Der Schwanendreher
- Franz Anton Hoffmeister
  - D-dúr brácsaverseny
- Robin Holloway
  - Brácsaverseny (1984)
- Vagn Holmboe
  - Brácsaverseny #1, M. 141, 1943 (más néven Chamber Concerto No. 5)
  - Brácsaverseny #2, M. 357, 1991–2
- Johann Nepomuk Hummel
  - Potpourri brácsára és zenekarra, op. 94
- Gordon Jacob
  - Brácsaverseny #1
  - Brácsaverseny #2 (1979)
- Giya Kancheli
  - Brácsaverseny Mozgatás a szél által
- Shigeru Kan-no
  - Brácsaverseny WVE-236 (2006)
- Nigel Keay
  - Meélyhegedűverseny  ()
- Gian Francesco Malipiero
  - Dialogo Nr 5.
- Bohuslav Martinu
  - Rapszódia-koncert brácsára és zenekarra (1952)
- Darius Milhaud
  - Brácsaverseny zenekari szólókkal, 1929, opus 108 (feldolgozás: nagyobb zenekar, premier: Monteux, ahol Paul Hindemith vezénylet és brácsázott)
  - Concertino d'été, 1951, opus 311
  - Második Brácsaverseny, 1955, opus 340 (William Primrose részére) (see )
- Paul Müller-Zürich
  - Brácsaverseny opus 24 in F minor (1934)
- Wolfgang Amadeus Mozart
  - Sinfonia Concertante hegedűre és brácsára, KV 364
- Thea Musgrave
  - Lamenting with Ariadne brácsára és kamarazenekarra
- Per Nørgård
  - Brácsaverseny Emlékező gyermek
- Krzysztof Penderecki
  - Brácsaverseny (1983)
- Allan Pettersson
  - Brácsaverseny (1979)
- Walter Piston
  - Brácsaverseny (1957)
- Quincy Porter
  - Brácsaverseny
- Alessandro Rolla
  - Egy rahedli mélyhegedű-koncertet írt ;-)
- Hilding Rosenberg
  - Brácsaverseny
- Antonio Rosetti
  - 2 Brácsaverseny
- Edmund Rubbra
  - á-moll Brácsaverseny op. 75
- Poul Ruders
  - Brácsaverseny
- Dalmazio Santini
  - Brácsaverseny
- Joly Braga Santos
  - Brácsaverseny
- Alfred Schnittke
  - Brácsaverseny (1985)
- Joseph Schubert
  - Brácsaversenyek (C-dúr, B-dúr)
- Carl Stamitz
  - Több brácsaverseny
- Johann Stamitz
  - Több brácsaverseny
- Richard Strauss
  - Don Quixote brácsára és csellóra, zenekari kísérettel
- Georg Philipp Telemann
  - Talán a leghíresebb, G-dúr brácsaverseny
  - G-dúr brácsa-kettősverseny
- Johann Baptist Vanhal
  - Brácsaverseny
- Ralph Vaughan Williams
  - Szvit brácsára és zenekarra
  - Flos Campi szvit brácsára, kórusra és zenekarra
- William Walton
  - Brácsaverseny, a-moll (1928–9, átldolgozta 1961-ben. Ezt is Paul Hindemith mutatta be)
- Carl Maria von Weber
  - Andante és magyaros rondó (nem adták ki, majd a fagottra átírt változat került ki a szerző kezei közül, az eredeti kéziratot a 20. század közepén találták meg)
- Richard Wernick
  - Brácsaverseny Do not go gentle
- John Woolrich
  - Viola koncert